# Stattmatten
Stattmatten – miejscowość i gmina we Francji, w regionie Grand Est, w departamencie Dolny Ren.
Według danych na rok 1990 gminę zamieszkiwało 570 osób, a gęstość zaludnienia wynosiła 145 osób/km² (wśród 903 gmin Alzacji Stattmatten plasuje się na 426. miejscu pod względem liczby ludności, natomiast pod względem powierzchni na miejscu 564.).